# Verbeke Foundation
De Verbeke Foundation is een museum in de Oost-Vlaamse gemeente Kemzeke dat de private kunstverzameling van Vlaamse Waaslandse verzamelaar Geert Verbeke beheert. Er wordt moderne en hedendaagse kunst geëxposeerd. De verzamelaar was jarenlang een ondernemer in de transportwereld met een tachtigtal werknemers (overslag en opslag) tot hij zijn bedrijf verkocht om zich op kunst te concentreren.

## Museumgebouw
Een deel van de collectie is permanent te zien in een landschap met tentoonstellingsruimtes. Naast de vaste tentoonstelling zijn er wisselende tentoonstellingen in het collage-museum en in het museum.
Het museumdomein van 12 hectare omvat een bos, een vijver, serres met bomen en sierplanten, een evenementenhal, een restaurant en twee expositieruimten van 20.000 m². Er zijn enkele bouwwerken waar mensen kunnen overnachten. Opvallend is de preoccupatie met vergankelijkheid en dood - opgezette dieren, ontbinding, fantastische doodskisten, maar ook ontwikkelend leven.
De verzamelaar laat weten dat "De tentoonstellingsruimte geen oase wil zijn. Onze show is onaf, in beweging, ongepolijst, contradictorisch, slordig, complex, onharmonieus, levend en wars van monumentaliteit, zoals de wereld buiten de museummuren. Bij ons geen opzichte spektakelgebouwen maar een verfrissende onpretentieuze plaats om kunst te bekijken en een subtiele kritiek op de kunstwereld."

## Collectie
De kunstverzameling omvat een tweeduizend-tal werken en bestaat vooral uit collages en assemblages van Belgische en Nederlandse kunstenaars van de 20e eeuw. De collectie geeft een overzicht van een eeuw collagekunst en assemblages en bevat werk uit de vroege jaren twintig (Dada periode) met o.a. Paul Joostens, Georges Herbiet, Henri Van Straten, Michel Seuphor, Marcel-Louis Baugniet en Jean-Jacques Gailliard. Verder collages van de surrealisten (E.L.T. Mesens, Marcel Mariën, Gilbert Senecaut, Louis Scutenaire, Jane Graverol, Rachel Baes, Robert Willems en Roger Van de Wouwer).
Uit de bloeiperiode van de collagekunst (jaren ’50 – ’60 – ’70 met de beweging Coll'Art opgericht door Marcel Louis Baugniet en Jean Milo) zijn veel artiesten in de verzameling: Camiel Van Breedam, Georges Collignon, Engelbert Van Anderlecht, Robert Geenens, Max Servais, Annie Debie, Louis Van Lint, Christian Dotremont, enz.). Uit diezelfde periode dateren ook werken van schrijvers, dichters en kunstcritici waaronder Louis Paul Boon, Hugo Claus, Freddy de Vree, Paul De Vree en Patrick Conrad.
Onder het kopje de "Collages Partages" vallen de gezamenlijke collages gemaakt door twee kunstenaars: Paule Pia en Annie Debie, Christian Dotremont en Mogens Balle, Jo Delahaut, Guy Vandenbranden en Jean Dypreau, Serge Vandercam en Joseph Noiret. Er is werk van pure constructivisten te zien: Jo Delahaut, Jean Rets en Jean-Pierre Maury.
Belgische kunstenaars zoals Jan Fabre, Panamarenko en Luc Tuymans zijn eveneens vertegenwoordigd. Verder bevat de collectie werk van: Maurice Carlier, Franco Angeloni, Guy Bleus, Marinus Boezem, Peter Buggenhout, Sjoerd Buisman, Roger Claessens, Ronald de Winter, Delphine Deguislage, Moritz Ebinger, Happy Famous Artists,  Zoro Feigl, Harry Heirmans, Idiots, Ilap,  Maartje Korstanje, Chiel Kuyl, Jeroen Kuster, Reinier Lagendijk, Seymour Likely, Kris Martin, Sjef Meijman, Paul Panhuysen, Kor Smeenge, Startel,  Albert Szukalski, Martin uit den Bogaard, Timm Ulrichs, Kevin Van Braak, Camiel Van Breedam, Bart van Dijck, Joep van Lieshout, Koen Vanmechelen, Herman van Nazareth, Kris Vanhemelrijck, Luc Fierens, Herman de Vries, Julia Wenners, Hilde Van Summere en Jan Doms. In het museumpark zijn bouwwerken van allerlei aard te zien, zoals een grote helikopter, roestige treinen (Michiel van Overbeek), een liggende elektriciteitsmast (Koen Deprez), bouwkranen, fantasieconstructies en verschillende 'huisjes' - zo staat er van Joep van Lieshout een anusvormig gebouw waarin bezoekers kunnen overnachten, en er is een artist in residence-programma.

## Tijdelijke tentoonstellingen
Naast een eenmansexpositie met de collages van Thierry Renard liep er in de zomer van 2008 een uitgebreide tentoonstelling Vision in Motion - Motion in Vision over kunst waarin het aspect beweging centraal staat over een periode van de laatste helft van de 20e eeuw. De verzamelaar wist op deze tentoonstelling tientallen voorbeelden van kinetische kunst samen te brengen. Er is onder meer Pioneer (1980), een kolossale drukpers op zonlicht van Raphaël August Opstaele te zien, een machine die reuzenversregels van Anne Provoost, Patrick Conrad of Walter Van den Broeck drukt. Ook de absurde robotica-installatie van Stan Wannet is present en stelt een opgezette haas voor gezeten aan een bureau terwijl hij vlijtig formules neerpent. Er is kinetisch werk van Bram Vreven genoemd Vloei met bewegend water in lijsten. Aanwezig werk van Björn Schülke bewijst dat kinetische kunst ook een uitgepuurde hightech-vormgeving kan hebben.
In de zomer van 2009 was er een tentoonstelling met als thema Artificial Nature'. Deze expositie bracht werk samen van kunstenaars die de relatie tussen de mens en zijn natuurlijke omgeving onderzoeken. Alzo sloot dit initiatief nauw aan bij het basisprincipe van de stichting een plek tot stand brengen waar kunst en natuur samenkomen.